# Arrest Forumbank
Het arrest Forumbank (HR 21 januari 1955, NJ 1959/43) is een arrest van de Nederlandse Hoge Raad dat betrekking heeft op:
- bevoegdheid van de Algemene vergadering van aandeelhouders (AVA),
- een besluit van de AVA tot inkoop van eigen aandelen van de vennootschap,
- nietigverklaring van dat besluit.

## Casus
Twee aandeelhouders van Forum-Bank NV, tweemaal Van Toorn genaamd, hebben een algemene vergadering van aandeelhouders doen bijeenroepen op 15 januari 1953 tot behandeling van hun voorstel om de vennootschap een aanzienlijk pakket eigen aandelen van de twee aandeelhouders te doen inkopen. De koopsom zou worden aangewend om het negatieve saldo van hun beider voorschotrekening bij de bank aan te zuiveren. De koopprijs was bepaald op de nominale waarde van 1000 gulden per aandeel, terwijl de notering als incourant fonds slechts 450 gulden was. Ondanks hevig verzet van directie en andere aandeelhouders werd het voorstel aangenomen.

## Rechtsvraag
Kan de algemene vergadering van een naamloze vennootschap rechtsgeldig een besluit nemen, waarbij zij aan de directie opdraagt een bepaalde gedragslijn te volgen in een aangelegenheid, die volgens wet en statuten tot de bevoegdheid van de directie behoort? (Neen.)

## Procesgang
Twee andere aandeelhouders, Schouten en De Joode, vorderen nietigverklaring van het besluit van de AVA, namelijk in strijd met de wet, de statuten van de vennootschap, goede zeden, redelijkheid, billijkheid en goede trouw. Forumbank alsmede de aandeelhouders Van Toorn ontvangen een dagvaarding.
De rechtbank heeft het besluit nietig verklaard wegens strijd met redelijkheid en goede trouw. Dit vonnis is in hoger beroep door het hof bevestigd onder verbetering van gronden, namelijk dat het besluit in strijd is met de wet en met de statuten van de vennootschap. De Hoge Raad heeft het cassatieberoep verworpen. Het besluit tot inkoop van eigen aandelen is dus nietig.

## Hoge Raad
De Hoge Raad overwoog:

dat ook de algemene vergadering de bij wet en statuten getrokken grenzen harer bevoegdheid niet mag overschrijden en dat het Hof, in cassatie onbestreden, heeft vastgesteld dat de inkoop van eigen aandelen [in casu] uitsluitend tot de bevoegdheid van de directie behoort;

## Trivia
Forumbank is als dochteronderneming van Teixeira de Mattos in 1966 failliet gegaan.